# Pseudaleucis oyarzuni
Pseudaleucis oyarzuni là một loài bướm đêm trong họ Geometridae.